# 大澤駿弥
大澤 駿弥（おおさわ しゅんや、1997年5月18日 - ）は、日本の歌手、モデル、俳優で、日韓合同ダンスボーカルグループ・ORβITのメンバー。ORβITとしての活動名はSHUNYA（シュンヤ）、アート・デザイン関連での活動名はONE PIXEL。東京都出身。JB Entertainment、Future Passport所属。

## 略歴
東京都出身。2019年、公開オーディション番組『PRODUCE 101 JAPAN』に出演し、ファイナルに進出。
2020年2月2日、ORβITの2人目のメンバーとして公開され、2月9日にグループの結成を発表。同年11月11日、ORβITとしてデビューアルバム『00』をリリースし、正式にデビュー。
2021年5月、韓国発のセレクトショップ「ALAND」初のブランドブックでモデルを務める。
2022年6月、ORβIT、HICO、BUGVELによる音楽ユニットDream Gateに参加。
2024年10月23日、澤井啓夫の漫画『ボボボーボ・ボーボボ』を原作とする舞台「超ハジケステージ☆ボボボーボ・ボーボボ」で破天荒役として出演、俳優デビュー。

## 人物
- 趣味は、アートワーク[8]、ヴィンテージの小物収集[9]。
- 特技は、モノマネ[8]。
- チャームポイントは、目の下にある2つの涙ボクロ[9]。
- 好きな言葉は、「信じる」[9][10]。
- 好きなアーティストは、ASTRO[8]。
- 面倒見がよく、まじめな努力家で、仕事熱心な人柄である[11][12][13]。
- ORβITでは、ホームページやCDジャケットのデザイン、グッズのディレクションなどを手掛けている[6][14]。

## 作品

### 参加楽曲

#### PRODUCE 101 JAPAN
- 「ツカメ 〜It's Coming〜」 - 『ツカメ 〜It's Coming〜』収録
- 「Black Out」 - 『PRODUCE 101 JAPAN - 35 Boys 5 Concepts』収録（「Black Out」名義）
- 「Young」 - 『PRODUCE 101 JAPAN - FINAL』収録
- 「さよなら青春」 - 『PRODUCE 101 JAPAN - FINAL』収録

#### その他
- JUNE「Say yeah feat. SHUNYA」（2022年9月23日）
- TOMO＆SHUNYA「ON THE MOON」（2023年7月26日）

## 出演

### 舞台
- 「超ハジケステージ☆ボボボーボ・ボーボボ」（2024年10月23日 - 31日、東京・シアター1010） - 破天荒 役[7]
- ミュージカル「インサイド・ウィリアム」（2025年3月13日 - 23日、三越劇場） - ハムレット 役[15]

### 新聞
- 西多摩新聞4月19日号1面（2024年4月19日、西多摩新聞） - SHUNYAから読者の皆さまに向けたメッセージ掲載[16][17]

### テレビ番組
- PRODUCE 101 JAPAN（2019年9月26日 - 12月11日、TBS系列・GYAO!）[1]